# چچیراز
چچیراز (به لهستانی:  Czciradz) یک روستا در لهستان است که در گمینا کوژوخوو واقع شده‌است. چچیراز ۵۱۹ نفر جمعیت دارد.